# Mansfield (Louisiana)
Mansfield is een plaats (city) in de Amerikaanse staat Louisiana, en valt bestuurlijk gezien onder De Soto Parish.

## Demografie
Bij de volkstelling in 2000 werd het aantal inwoners vastgesteld op 5582.
In 2006 is het aantal inwoners door het United States Census Bureau geschat op 5478, een daling van 104 (-1,9%).

## Geografie
Volgens het United States Census Bureau beslaat de plaats een oppervlakte van
9,5 km², geheel bestaande uit land. Mansfield ligt op ongeveer 97 m boven zeeniveau.

## Geboren
- O.C. Smith (1932-2001), zanger

## Plaatsen in de nabije omgeving
De onderstaande figuur toont nabijgelegen plaatsen in een straal van 28 km rond Mansfield.